# Gilles Chaillet
Gilles Chaillet (Parigi, 3 giugno 1946 – Ermont, 14 settembre 2011) è stato un fumettista francese. È uno degli autori di Guy Lefranc, Vasco, e di alcune delle avventure di Asterix.

## Biografia
Nato a Parigi il 3 giugno 1946 Gilles Chaillet fu fin da giovane affascinato dalla storia italiana in particolare quella antica e medievale. Nel 1965 entra nello studio Dargaud dove disegna realizza vari lavori tra i quali Walter Melon (Achille Talon nell'originale francese), Blueberry e alcuni abbozzi di Asterix.
Nel 1979 si dedica alla serie di Vasco, in cui racconta le vicende di un banchiere senese della famiglia Tolomei nel XIV secolo, dove veniva pubblicato insieme al più famoso Tintin, famosa rivista di fumetti.
A partire dal 1989 si dedica alla scrittura de I viaggi di Orione collaborando con Jacques Martin, famoso fumettista creatore di "Alix" e di "Lefranc". Per Jacques Martin, Chaillet ha disegnato qualche avventure di Lefranc.
Dal 2000 è codisegnatore della serie I triangoli segreti.
Ha inoltre pubblicato un volume (Nella Roma dei Cesari) applicando le tecniche di disegno proprie dei fumetti alla ricostruzione archeologica della città di Roma all'inizio del IV secolo.

## Opere

### Fumetti
In Italia sono stati pubblicati:
Ciclo: Gli scudi di Marte ("Rome, Les Boucliers de Mars", Glénat)
- 1 : Casus Belli
- 2 : Sacrilèges
- 3 : Sémiramis

pubblicati in Italia nel Volume: Historica - Gli scudi di Marte – Roma contro l'Oriente, (Mondadori 2013) ISBN 9788877599124
La serie "Vasco" è stata pubblicata a partire dal 2013 a puntate sul settimanale Skorpio.

## Riconoscimenti
- Premio Yellow Kid al Salone Internazionale dei Comics (2005)